# Пальмиери, Маттео
Маттео Пальмие́ри (итал. Matteo Palmieri; 13 января 1406, Флоренция—13 апреля 1475, Флоренция) — итальянский гуманист, родился в семье флорентийских аптекарей. Окончил Флорентийский университет. Известен как политический деятель. С 1432 по 1475 г. занимал во Флоренции более пятидесяти различных должностей, дважды избирался на высший пост гонфалоньера справедливости (1452, 1468). Представитель гражданского гуманизма.
В гуманистическом учении Пальмиери основной акцент сделан на общественный характер природы человека, который раскрывается в гражданской активности, служении общему благу (определяющий принцип этики Пальмиери), в подчинении личных интересов коллективным.
Принципы гражданского гуманизма, этико-политические и педагогические идеи Пальмиери изложил в диалоге «О гражданской жизни» (ок.1439). Он не осуждал стремление к богатству, накопительству, при условии, что состояние нажито честным путём. Политический идеал Пальмиери — пополанская республика, в которой власть принадлежит как верхушке, так и среднему слою граждан. В более поздней поэме «Град жизни» (1464) Пальмиери задумывается над причинами социальной несправедливости, связывая её с господством частной собственности. Пальмиери — автор ряда исторических сочинений: «Жизнеописание Никколо Аччайоли» (ок. 1440), «О взятии Пизы» (40-е гг.), «История Флоренции» (начата в 1432 г., охватывает события до 1474 г.) и др. Особый интерес представляют публичные речи Пальмиери, в частности «Речь о справедливости» (1437 или 1440), где обосновывается справедливость как норма морали и права. Подлинными носителями справедливости, по мысли Пальмиери, являются полноправные граждане, народ.
Друзьями Пальмиери были Леонардо Бруни, Поджо Браччолини, Аламанно Ринуччини и другие гуманисты.